# Elías Muñoz
Elías Muñoz (Guanajuato, 3 novembre 1941) è un ex calciatore messicano, di ruolo attaccante.

## Carriera
Con la Nazionale messicana ha preso parte ai Mondiali 1966.